# Синсэнгуми

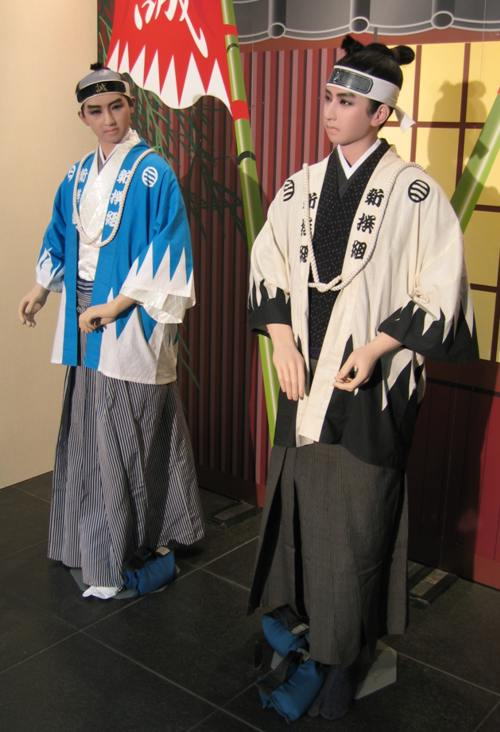
Манекены, одетые в форму Синсэнгуми

Это статья об исторических событиях Японии. Японские имена приведены в традиционном порядке: Фамилия Имя.
Синсэнгуми (яп. 新選組 или 新撰組, букв. Вновь набранный отряд, приблиз. Новое ополчение) — японский военно-полицейский отряд времён позднего сёгуната Токугава (бакумацу), сформированный сёгунским правительством в 1863 году и продолжавший действовать до 1869 года. Во время бакумацу и дальнейшего восстановления императорской династии на престоле Синсэнгуми сражались на стороне сёгуна против сторонников императора (Исин Сиси).

## Предыстория
После прибытия в Японию в 1853 году «чёрных кораблей» американского коммодора Мэттью Перри сёгунское правительство (бакуфу) было вынуждено заключить с Америкой и европейскими державами неравноправные торговые договоры, прервав таким образом политику добровольной самоизоляции (сакоку), проводившуюся на протяжении более двух веков. Это вызвало крайне негативную реакцию населения, популярность сёгунского правительства резко упала. Возникло движение за изгнание европейцев с японской земли и реставрацию императорской династии, члены которой при сёгунате обладали только формальной государственной властью. Лозунгом сторонников императора было «Сонно Дзёй» — «Да здравствует Император, долой варваров». Группы ронинов (самураев, оставшихся без хозяина), разделявших идеи «Сонно Дзёй», устраивали беспорядки и совершали убийства сторонников сёгуната в Киото, императорской столице.

## Росигуми
В 1863 году сёгунское правительство сформировало отряд ронинов для обеспечения безопасности сёгуна Токугавы Иэмоти, собравшегося приехать из Эдо в Киото для встречи с императором Комэем. Отряд получил название Росигуми (яп. 浪士組) — «Отряд ронинов». Командовал им хатамото Киёкава Хатиро, он же набирал новых участников. Однако Киёкава был тайным противником сёгунского режима, поддерживал идеи империалистов и набирал в отряд людей со сходными устремлениями. К тому же Киёкава планировал проигнорировать поручение по защите сёгуна, данное отряду, и по прибытии в Киото присоединиться к радикальным сторонникам «Сонно Дзёй». С этими планами Киёкава в феврале 1863 года вышел из Эдо во главе отряда, состоявшего более чем из 200 человек и служившего авангардом сёгунской процессии, которая направлялась в Киото.
Вскоре после прибытия на место назначения Киёкава раскрыл свои планы, касающиеся перехода отряда на сторону империалистов. Однако тринадцать членов Росигуми сочли подобные действия изменой и решили продолжать данную им миссию, оставшись в Киото. Они получили название Мибу Роси (Ронины из Мибу) — по названию деревни Мибу в пригороде Киото, где был расквартирован отряд. Остальные члены Росигуми, верные сёгуну, вернулись в Эдо, где сформировали отряд специальной полиции под названием Синтёгуми (яп. 新徴組). Его командиром стал Окита Ринтаро, свояк Окиты Содзи, одного из офицеров Росигуми. Бывший командир Росигуми Киёкава был убит в апреле 1863 года людьми сёгуната.
Следуя прямым указаниям правительства бакуфу, Мацудайра Катамори, даймё хана Айдзу, официально занимавший пост «защитника Киото», взял на себя управление и наблюдение за действиями Мибу Роси. С этого времени отряд приобрёл военно-полицейские функции и помогал киотской полиции наводить порядок на улицах, поскольку полиция в феодальной Японии не была рассчитана на борьбу с вооружёнными людьми.

### Политические перемены 18 августа
30 сентября 1863 года (18 августа по лунному календарю) из императорского дворца были изгнаны семь сановников княжества Тёсю, поддерживавших идеи «Сонно Дзёй» и планировавших вернуть власть императору, покончив с сёгунским правительством. Узнав об этом, вооружённые силы Тёсю поспешили ко дворцу и попытались проникнуть внутрь, однако встретили отпор, организованный силами военных из княжеств Айдзу и Сацума (которая в то время ещё не была противницей сёгуната). Один из входов во дворец защищали Мибу Роси, получившие приказ явиться на место действия. После того, как армия Тёсю отступила и, подчинившись приказу правительства, вернулась в свою провинцию вместе с изгнанными сановниками, Мибу Роси — в благодарность за защиту дворцовых ворот — получили новое название: Синсэнгуми, или Новое ополчение.

## Синсэнгуми
Мацудайра Катамори назвал трёх командиров Синсэнгуми: Кондо Исами, Сэридзаву Камо и Ниими (Симми) Нисики. Ниими, однако, был командиром лишь номинально и не обладал реальной властью, тяготея к Сэридзаве. Вначале внутри Синсэнгуми выделились три фракции, между которыми не было единства: во главе одной из них стоял Кондо, другой командовал Сэридзава, а третьей — Тоноути Ёсио. Тоноути был убит вскоре после основания отряда в процессе борьбы за власть, и его фракция перестала существовать. Основное противоборство развернулось между фракциями Кондо и Сэридзавы.
Во внутренней борьбе победу одержала группа Кондо Исами. В октябре 1863 года правая рука Сэридзавы Ниими Нисики был признан виновным в вымогательстве денег для использования в личных целях, после чего его вынудили совершить сэппуку. Недовольство вызывали и действия Сэридзавы: находясь на посту командира, он устроил дебош в одном из чайных домов Симабары и драку с сумоистами в Осаке, в результате которой погибло несколько человек. Кроме того, Сэридзава полностью разрушил магазин киотского торговца тканями, использовав для этого единственную находившуюся в распоряжении Синсэнгуми пушку. Подобное поведение командира снискало отряду дурную славу, и Синсэнгуми получили прозвище Мибуро (яп. 壬生狼) — «Волки из Мибу», изначально нёсшее презрительную окраску. Через неделю после смерти Ниими Сэридзава и его сторонник Хираяма Горо были убиты членами фракции Кондо Исами (намеченный третьей жертвой Хирама Дзю́сукэ сумел спастись). Ещё через три месяца Ногути Кэндзи, состоявший во фракции Сэридзавы, получил приказ совершить сэппуку, однако причины, приведшие к этому, неизвестны. Таким образом, Кондо Исами и его заместители Яманами Кэ́йсукэ и Хидзиката Тосидзо получили полную власть над отрядом.

### Инцидент в Икэда-я
- По-японски: 池田屋事件 (Икэдая дзикэн)

В июле 1864 года в ходе расследования поджога, совершенного человеком из клана Тёсю, Ямадзаки Сусуму отправился в Икэда-я, гостиницу в южной части Киото, недалеко от резиденции клана Тёсю. Гостиница была известна как одно из мест, где собираются заговорщики. Задержанные в ходе расследования люди из Тёсю рассказали, что в планы заговорщиков входило поджечь Киото с четырёх сторон при наступлении подходящей ветреной ночи. В неразберихе, которая бы возникла из-за пожара, они собирались убить Накагаву Кио и Мацудайру Катамори, а также многих других сторонников сёгуна. Императора заговорщики собирались украсть и заставить его подписать приказ об отставке сёгуна. Место предстоящей встречи заговорщиков не было известно наверняка. Несмотря на то, что Кондо послал Мацудайре просьбу о как можно скорейшей мобилизации других лояльных бакуфу отрядов, до вечера предполагаемой встречи подмога не подошла. Синсэнгуми смогли мобилизовать только 34 человека, и для поисков заговорщиков разделились на три отряда.
Отряд из 10 человек под командованием Кондо нашёл заговорщиков, которых оказалось больше 20 человек, в гостинице Икэда-я. В ходе схватки, которая продолжалась два часа при помощи подошедшего отряда под командованием Хидзикаты, 8 человек заговорщиков были убиты, 23 арестованы. Один из Синсэнгуми был убит, двое вскоре скончались от полученных ран. Все члены Синсэнгуми, которые участвовали в инциденте в Икэда-я, получили премии. Из императорского дворца прислали письмо с благодарностью за спасение.

### Восстание Киммон

Флаг Синсэнгуми

Инцидент в Икэда-я вызвал негодование империалистов и заставил их предпринять военные действия. В июле 1864 года войска Тёсю, изгнанные из Киото год назад, снова двинулись к городу. 19 июля армия Тёсю подошла к императорскому дворцу и начала штурм ворот Хамагури. Наступление закончилось неудачей: войска Тёсю были отброшены военными отрядами Айдзу и Сацумы. Однако отступающая армия Тёсю устроила пожар, которым было уничтожено большое количество жилых домов в городе.
В подавлении восстания участвовали и подразделения Синсэнгуми. После инцидента в Икэда-я и восстания Киммон известность Синсэнгуми возросла, и увеличилось число желающих вступить в ряды отряда.

### Инцидент у Абура-но-Кодзи
- По-японски: 油小路事件 (Абуранокодзи дзикэн)

В 1864 году к Синсэнгуми присоединилась группа во главе с Ито Каситаро, который сразу был назначен военным советником и получил высокий ранг в иерархии Синсэнгуми, поскольку считался знатоком военного дела. Однако взгляды Ито и командования Синсэнгуми на политические перспективы страны кардинально расходились: и Ито, и Кондо считали наилучшим для страны продолжение политики изоляционизма, но Ито поддерживал взгляды империалистов, а Кондо был на стороне сёгуната.
В 1867 году группа Ито Каситаро покинула Синсэнгуми, и через некоторое время Кондо Исами стало известно, что Ито ведёт переговоры с империалистами из Сацумы. 13 декабря (18 ноября) 1867 года Ито получил от Кондо Исами просьбу о встрече и, возвращаясь с неё ночью, был убит около храма Абура-но-Кодзи. Группа Ито, явившаяся на место происшествия утром, чтобы забрать тело своего командира, была атакована членами Синсэнгуми. Было убито несколько человек из группы Ито, в том числе Тодо Хэйсукэ, бывший командир 8-го подразделения Синсэнгуми, покинувший отряд вместе с Ито Каситаро.
Инцидент у Абура-но-Кодзи стал последним внутригрупповым конфликтом в истории Синсэнгуми.

### Война Босин
В войне Босин, закончившейся окончательным поражением сторонников Сёгуната Токугава, отряды синсэнгуми участвовали во многих сражениях (Битва при Тоба — Фусими, осада Эдо и др.) и были среди наиболее известных военных формирований этой войны. В марте 1868 года, после поражения в битве при Косю — Кацунуме Кондо Исами, лидер Синсэнгуми, был схвачен и казнён по приказу нового правительства. Смерть лидера Синсэнгуми деморализовала войска самурайской оппозиции и значительно уменьшила их сопротивление.

## Устав Синсэнгуми
Точно не известно, кто автор устава Синсэнгуми, но есть большая вероятность, что это был Хидзиката Тосидзо (его широко известная суровость и прямота говорят в пользу этой версии).
В уставе содержалось пять статей, запрещающих:
1. Отклоняться от пути воина бусидо
2. Покидать Синсэнгуми
3. Частным образом зарабатывать деньги
4. Участвовать в чьих-то тяжбах
5. Участвовать в посторонних поединках

Наказанием за нарушение любого правила было сэппуку. Плюс к этому, устав содержал следующие требования:
1. Если лидер подразделения был смертельно ранен в бою, все члены подразделения должны сражаться и умереть на том же самом месте.
2. Даже в битве, в которой потери были велики, не позволено забирать тела погибших, за исключением тела лидера подразделения.

Наиболее известным требованием было следующее: «Если член Синсэнгуми был вовлечён в поединок с незнакомцем — при исполнении служебных обязанностей или нет — и был ранен и не смог убить врага, позволив тому скрыться, он должен сделать сэппуку, так же, как и в случае ранения в спину.»

## Иерархия Синсэнгуми (после инцидента в Икэда-я)
Командир: Кондо Исами, глава фехтовальной школы Тэннэн Рисин Рю

Зам. по боевой части: Хидзиката Тосидзо, начальник штаба: Яманами Кэйсукэ

Военный советник: Ито Каситаро
Командиры подразделений:
1. Окита Содзи (умер 30 мая 1868 года от туберкулёза).
2. Нагакура Симпати (умер своей смертью 5 января 1915 года).
3. Сайто Хадзимэ (умер своей смертью 9 сентября 1915 года).
4. Мацубара Цудзи (совершил сепукку в 1865 году).
5. Такэда Канрюсай (убит Сайто Хадзимэ 23 июля 1867 года).
6. Иноуэ Гэндзабуро (убит при Тоба-Фусими 27 января 1868 года).
7. Тани Сандзюро (убит Сайто Хадзимэ в апреле 1866 года)
8. Тодо Хэйсукэ (убит ночью у храма Абуранокодзи 18 ноября 1867 года).
9. Судзуки Микисабуро (умер своей смертью 11 июля 1919 года).
10. Харада Саносукэ (пропал после битвы при Уэно 17 мая 1868 года).

Разведка: Симада Кай, Ямадзаки Сусуму

## Конец Синсэнгуми
Синсэнгуми оставались верными сёгуну, и, когда власть перешла к сторонникам императора, они были вынуждены покинуть Киото. Они сражались до самого конца. Кондо Исами был схвачен и обезглавлен. Смерть Хидзикаты Тосидзо 11 мая 1869 г. фактически положила конец не только Синсэнгуми, но и войне.
Из командиров Синсэнгуми выжили только Нагакура Симпати, Сайто Хадзимэ и Судзуки Микисабуро.

## Образ в массовой культуре
Противостояние между Синсэнгуми и сторонниками восстановления императорской власти (Исин Сиси) играет важную роль в произведениях японской культуры.
Фильмы
- Синсэнгуми
- Последний меч самурая
- Последний мечник
- Синсэнгуми
- Хроники Синсэнгуми
- Последние дни сёгуната
- Жестокая история времён падения сёгуната
- Сверкающий меч
- Табу
- Wachigaiya Itosato

Аниме
- Hakuouki
- Peacemaker Kurogane
- Gintama
- Hijikata Toshizou: Shiro no Kiseki
- Shura no Toki - Age of Chaos
- Drifters («Скитальцы»)
- Bakumatsu Kikansetsu Irohanihoheto
- Ва-Вам-Ва Вам-Вам Вампир

Манга
- Drifters («Скитальцы»)
- Kaze Hikaru
- Getsumei Seiki
- Rurouni Kenshin

Мюзикл
- «Волки Мибу» — российский мюзикл, поставленный одноимённым молодёжным музыкальным театром[8].

Видеоигры
- Like a Dragon: Ishin!